# 商業使用人
商業使用人（しょうぎょうしようにん）とは、日本において雇用契約により特定の商人（営業主）に従属し、その商人の営業について補助する者である。
商業使用人は企業の営業について補助する者（企業補助者）であるが、営業組織の外部で独立の営業者として補助する代理商、仲立人、問屋等とは区別され、また、会社の機関である取締役は含まれない。
商法では、第1編総則第6章で、会社法では、第1編第3章第1節で規定されている。

## 支配人
- 支配人（支店長）

特定の営業所において、その一切の代理権を有する商業使用人である。
- 支配人の選任

商人は支配人を選任することができ（商法第20条）、支配人の選任及び支配人の代理権消滅があった場合には登記をしなければならない（商法第22条）。
- 支配人の権利義務
  - 支配人の代理権 - 代理権は裁判上の行為も含め一切に及ぶ（商法21条、会社法11条（商法旧38条））。
  - 支配人の競業避止義務（商法第23条）

## ある種類又は特定の事項の委任を受けた使用人
- ある種類又は特定事項の委任を受けた使用人（部長・課長相当、主任者、旧番頭・手代）

代理権は特定の事項に限定されるが、この制限は善意の第三者には対抗できない（商法25条、会社法14条（商法旧43条））。

## 物品の販売等を目的とする店舗の使用人
- 物品の販売等を目的とする店舗の使用人

代理権は店舗にある物品の販売等の行為について原則として代理権があるものとみなされる（商法26条、会社法15条（商法旧44条））。